# Мостувка (Вишковський повіт)
Мостувка (пол. Mostówka) — село в Польщі, у гміні Забродзе Вишковського повіту Мазовецького воєводства.
Населення — 643 особи (2011).
У 1975-1998 роках село належало до Остроленцького воєводства.

## Демографія
Демографічна структура станом на 31 березня 2011 року:
|          | Загалом | Допрацездатний вік | Працездатний вік | Постпрацездатний вік |
| -------- | ------- | ------------------ | ---------------- | -------------------- |
| Чоловіки | 310     | 73                 | 211              | 26                   |
| Жінки    | 333     | 71                 | 209              | 53                   |
| Разом    | 643     | 144                | 420              | 79                   |